# 小行星9808
小行星9808（英語：9808）是一颗围绕太阳公转的小行星。1998年8月24日，林肯近地小行星研究小组在索科罗发现了此天体。
这颗小行星的绝对星等为267.1093352641166等。